# الخط 3 لمترو باريس
الخط 3 لمترو باريس  (بالفرنسية: Ligne 3 du métro de Paris) هو الخط الثالث من مجموعة خطوط مترو باريس الستة عشر. يقع في باريس في فرنسا. يربط اليوم بين جسر لوفالوا - بيكون في لوفالوا-بيري في الضواحي الملاصقة الغربية وغالياني في بانيوليه في الشرق.

هو الخط الثالث في باريس وافتتح في 1904. تم تمديده عدة مرات وكان آخرهم في 1971. تم تقسيمه في نفس السنة وإضافة الخط 3 بيس.

طول الخط 11.665 كم ويقطع باريس من الغرب إلى الشرق على الضفة اليمنى. نقل الخط في 2009 حوالي 98 مليون مسافر وذلك مع الخط 3 بيس. يقع في المرتبة التاسعة من جملة 14 لمجموع الخطوط.

## التاريخ

### التسلسل الزمني
- 20 أبريل 1896: المجلس البلدي في باريس يتبنى مشروع شبكة فولجونس بيانفينو (Fulgence Bienvenüe).
- 30 مارس 1898: إعلان المنفعة العامة لأولى ست خطوط لمترو باريس.
- 24 مايو 1902: مناقصة لست مراحل من أشغال الخط.
- 25 يناير 1905: التمديد شرقا حتى غامبيتا.
- 23 مايو 1910: التمديد غربا حتى بيرار.
- 15 فبراير 1911: التمديد غربا حتى بورت دو شامبيريه.
- 27 نوفمبر 1921: التمديد شرقا حتى بورت ليلا.
- 24 سبتمبر 1937: التمديد غربا حتى جسر لوفالوا - بيكون.
- 23 أغسطس 1969: بداية العمل في محطة غامبيتا الجديدة.
- 27 مارس 1971: التقسيم وبداية العمل في الخط 3 بيس.
- 2 أبريل 1971: التمديد حتى غالياني.

## التخطيط والمحطات

### قائمة المحطات
|                        | المحطة                    | البلدية                                 | الخطوط والشبكات المتصلة |
| ---------------------- | ------------------------- | --------------------------------------- | ----------------------- |
|                        | جسر لوفالوا - بيكون       | لوفالوا-بيري                            |                         |
| أناتول فرانس           | لوفالوا-بيري              |                                         |                         |
| لويز ميشال             | لوفالوا-بيري              |                                         |                         |
| بورت دو شامبيريه       | باريس (الدائرة 17)        |                                         |                         |
| بيرار الماريشال جوان   | باريس (الدائرة 17)        | (عبر حافلة رابطة)                       |                         |
| فغرام                  | باريس (الدائرة 17)        |                                         |                         |
| مالزارب                | باريس (الدائرة 17)        |                                         |                         |
| فيلييه                 | باريس (الدائرة 8 و17)     |                                         |                         |
| أوروبا                 | باريس (الدائرة 8)         |                                         |                         |
| سان لازار              | باريس (الدائرة 8)         | TER نورماندي العليا أنتارسيتيه نورماندي |                         |
| هافر - كومرتان         | باريس (الدائرة 9)         |                                         |                         |
| أوبرا                  | باريس (الدائرة 2 و9)      |                                         |                         |
| أربعة سبتمبر           | باريس (الدائرة 2)         |                                         |                         |
| البورصة                | باريس (الدائرة 2)         |                                         |                         |
| صانتييه                | باريس (الدائرة 2)         |                                         |                         |
| ريومور - سيفاستوبول    | باريس (الدائرة 2 و3)      |                                         |                         |
| فنون وحرف              | باريس (الدائرة 3)         |                                         |                         |
| تومبل                  | باريس (الدائرة 3)         |                                         |                         |
| الجمهورية              | باريس (الدائرة 3 و10 و11) |                                         |                         |
| بارمونتييه             | باريس (الدائرة 11)        |                                         |                         |
| شارع سان مور           | باريس (الدائرة 11)        |                                         |                         |
| بير لاشاز              | باريس (الدائرة 11 و20)    |                                         |                         |
| غامبيتا                | باريس (الدائرة 20)        |                                         |                         |
| بورت دو بانيوليه       | باريس (الدائرة 20)        |                                         |                         |
| غالياني منتزه بانيوليه | بانيوليه                  |                                         |                         |

## السياحة
الخط يخدم:
- مدينة لوفالوا-بيري في هوت دو سين.
- بورت دو شامبيريه الذي يقع عدة مؤتمرات ومعارض.
- متحف جان جاك هينير الوطني (مالزارب).
- محطة قطارات سان لازار.
- حي المغازات الكبرى.
- قصر غارنييه.
- قصر برونيار أو البورصة.
- حي صانتييه.
- الحي التقليدي لصناعة النسيج.
- متحف الفنون والحرف.
- ساحة الجمهورية.
- الكلية العليا للتجارة في باريس.
- مقبرة بير لاشيز.
- مدينة بانيوليه في سين سان دوني.
- محطة الحافلات الدولية باريس غالياني.

## معرض صور

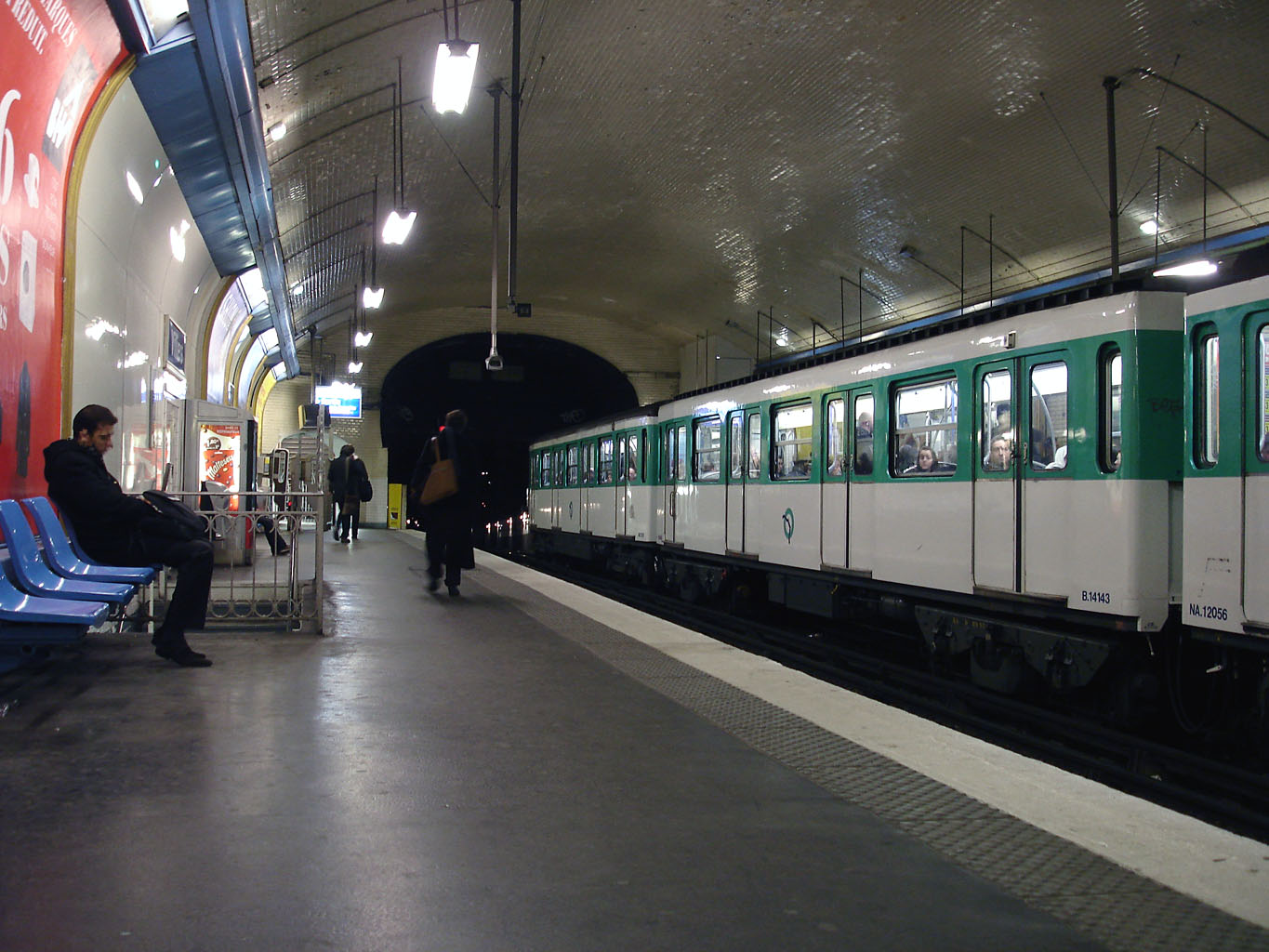
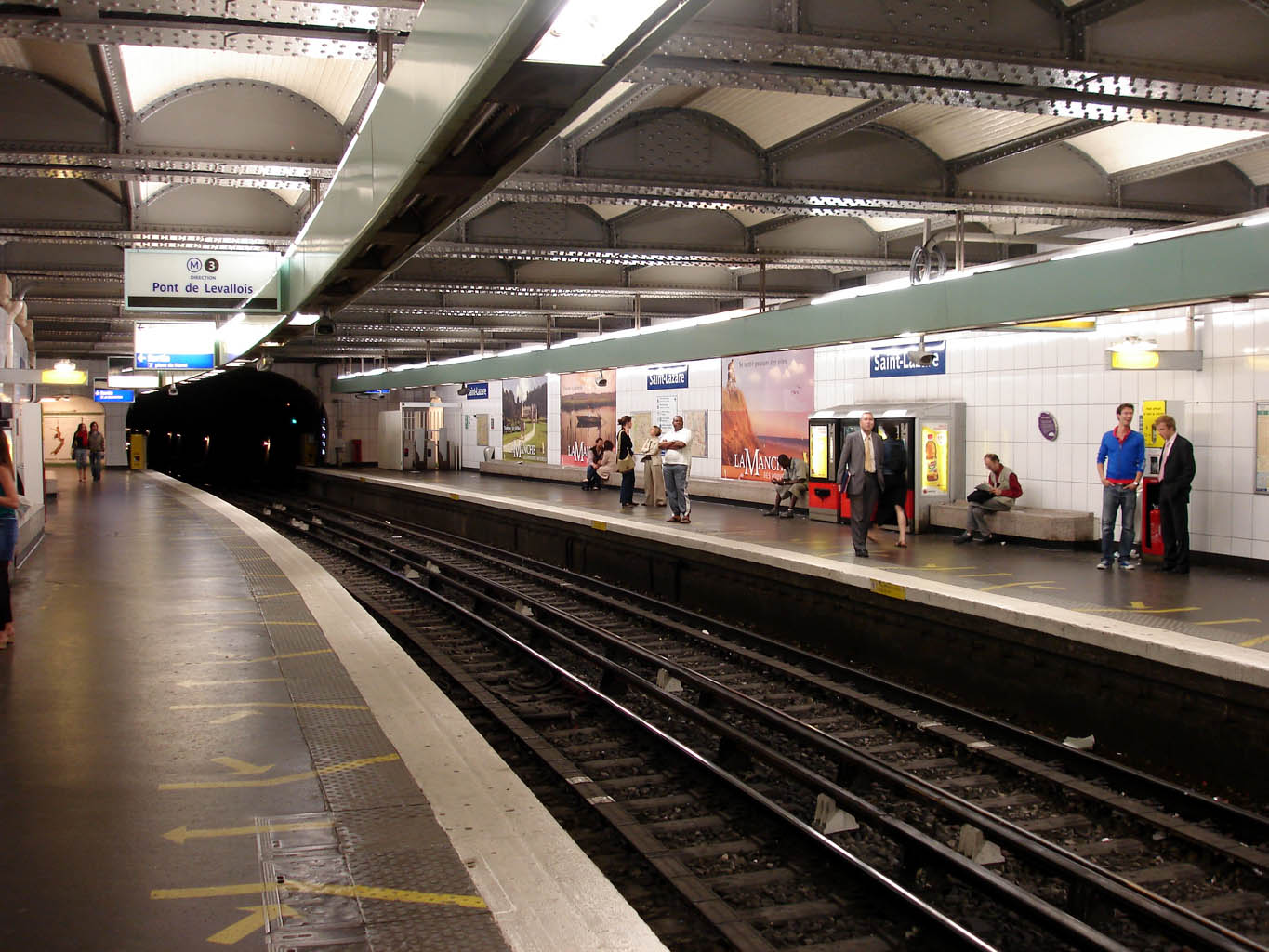
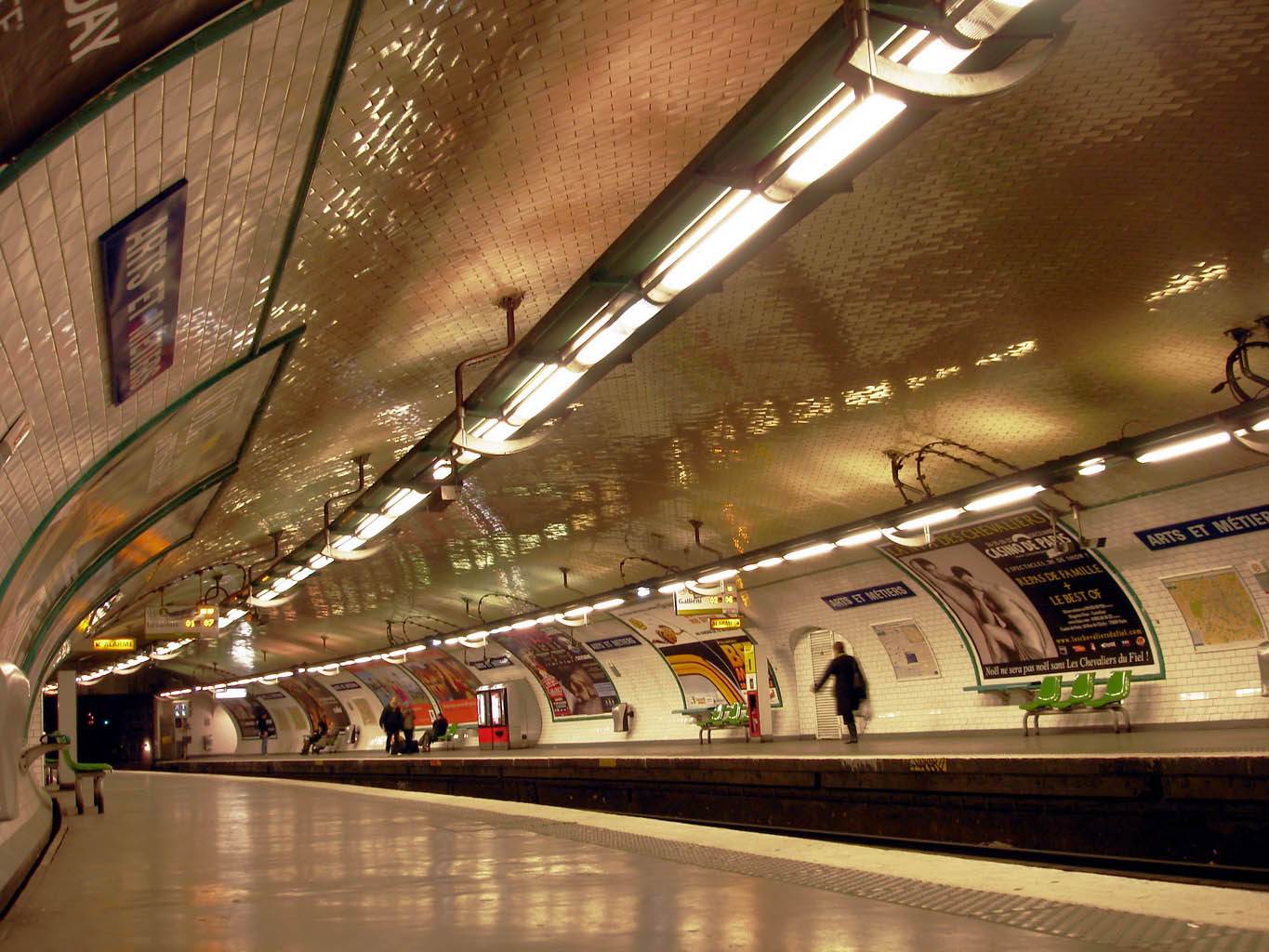
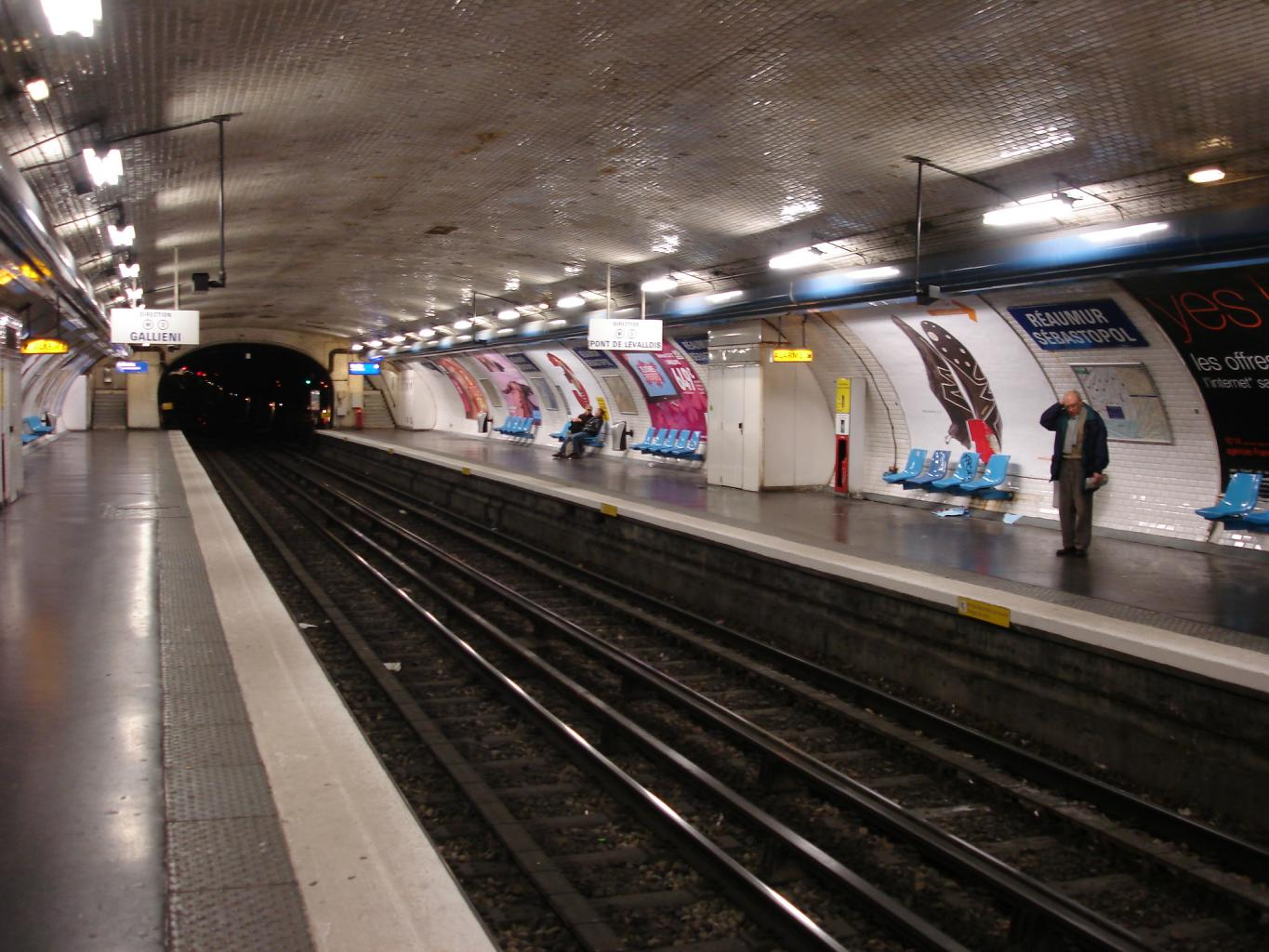
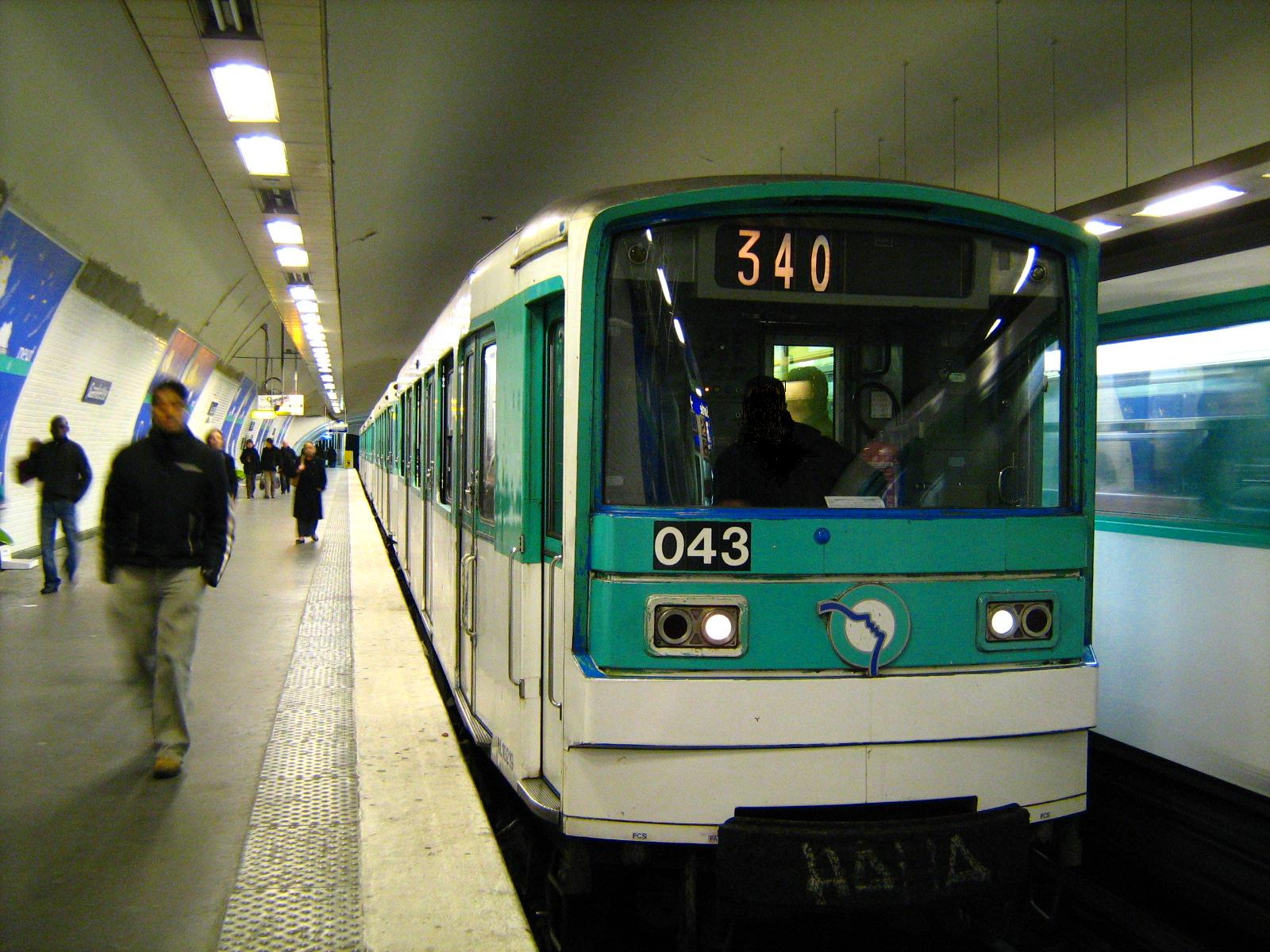
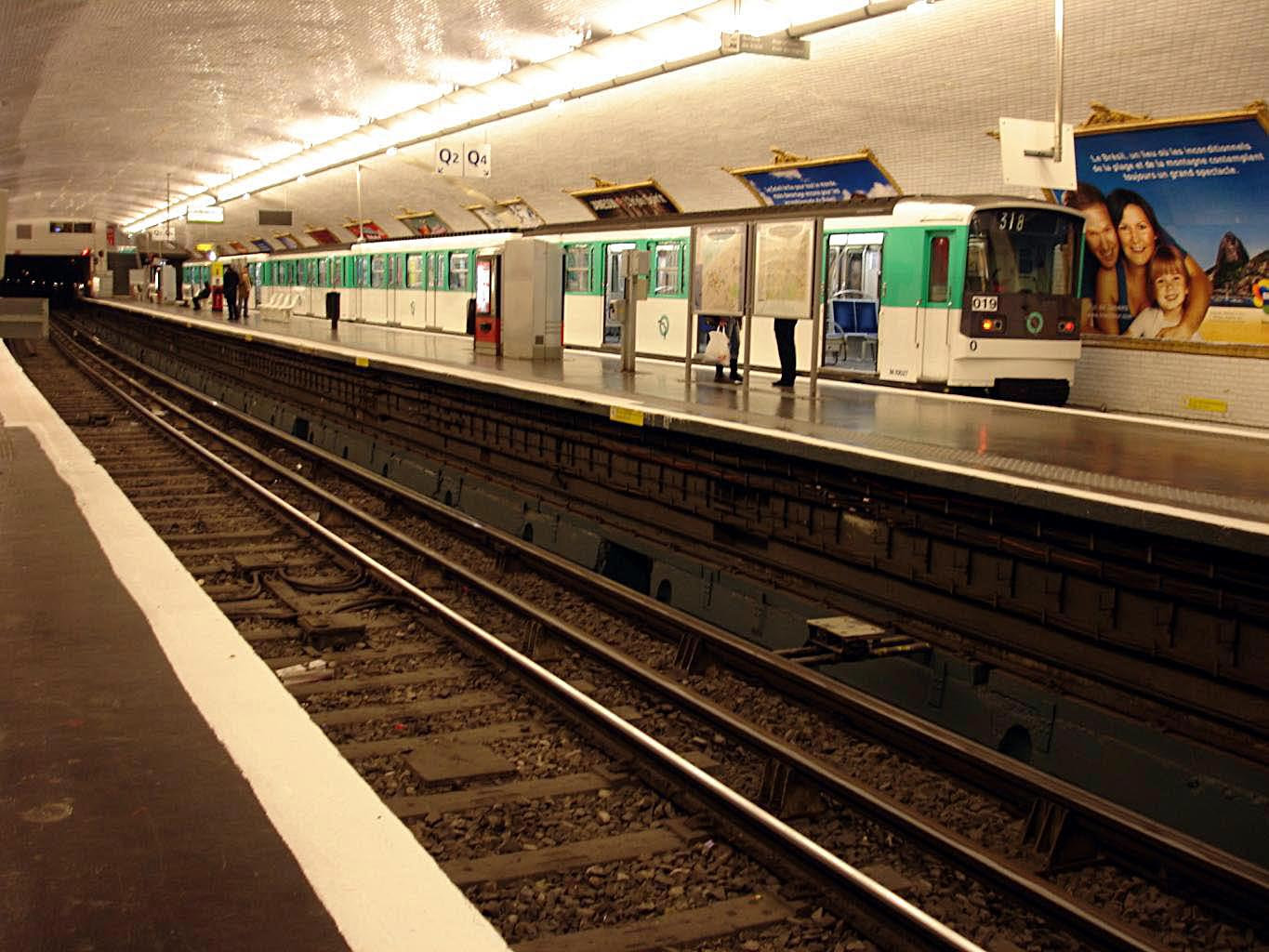

## مقالات ذات صلة
- تطوير محطات مترو باريس
- قائمة محطات مترو باريس
- النقل العام في إيل دو فرانس
- باريس

## روابط خارجية
- الموقع الرسمي للهيئة الذاتية للنقل في باريس.